# Orgullo hetero
El orgullo hetero (también llamado orgullo heterosexual) es un eslogan reaccionario que surgió en los años 1980 y principios de los 1990 y ha sido utilizado principalmente por los conservadores sociales como postura y estrategia política. El término se describe como una respuesta al «orgullo gay», un eslogan adoptado por varios grupos (luego unidos bajo las siglas LGBT) a principios de la década de 1970, o a las adaptaciones brindadas a Iniciativa del orgullo gay.
Los desfiles del orgullo hetero existen como una respuesta a la aceptación social de la visibilidad LGBTQ.

## Críticas
Los incidentes de reacciones del orgullo heterosexual han generado controversia y atención de los medios. Las políticas escolares y las decisiones judiciales sobre la libertad de expresión han llamado especialmente la atención, destacando a las personas que protestan por las expresiones escolares contra el acoso a los adolescentes LGBTQ.
La idea de un «Orgullo hetero» ha recibido fuertes críticas de la opinión pública. Se argumenta que es un eslogan innecesario, dado la heterosexualidad no es una orientación sexual que históricamente haya sido perseguida o discriminada ni los heterosexuales enfrentan las mismas barreras sociales, legales o culturales que las personas LGBTQ.